# Josef Masopust
Josef Masopust (9. února 1931 Střimice u Mostu – 29. června 2015 Praha) byl český fotbalový hráč a trenér, reprezentant tehdejšího Československa. V roce 1962 obdržel cenu Zlatý míč pro nejlepšího evropského fotbalistu. Českomoravský fotbalový svaz ho vyhlásil Nejlepším českým fotbalistou posledních 50 let. V roce 2000 vyhrál anketu Česká fotbalová osobnost století a krátce poté jej odborníci zvolili za českého Fotbalistu století. Pelé ho roku 2004 zařadil mezi 125 nejlepších žijících fotbalistů. Figuroval na seznamu UEFA Jubilee 52 Golden Players.
Od roku 2009 je po něm pojmenován mostecký stadion (Fotbalový stadion Josefa Masopusta). V květnu 2012 byla na jeho památku odhalena u stadionu Dukly Praha na Julisce v Praze 6 jeho socha.

## Životopis

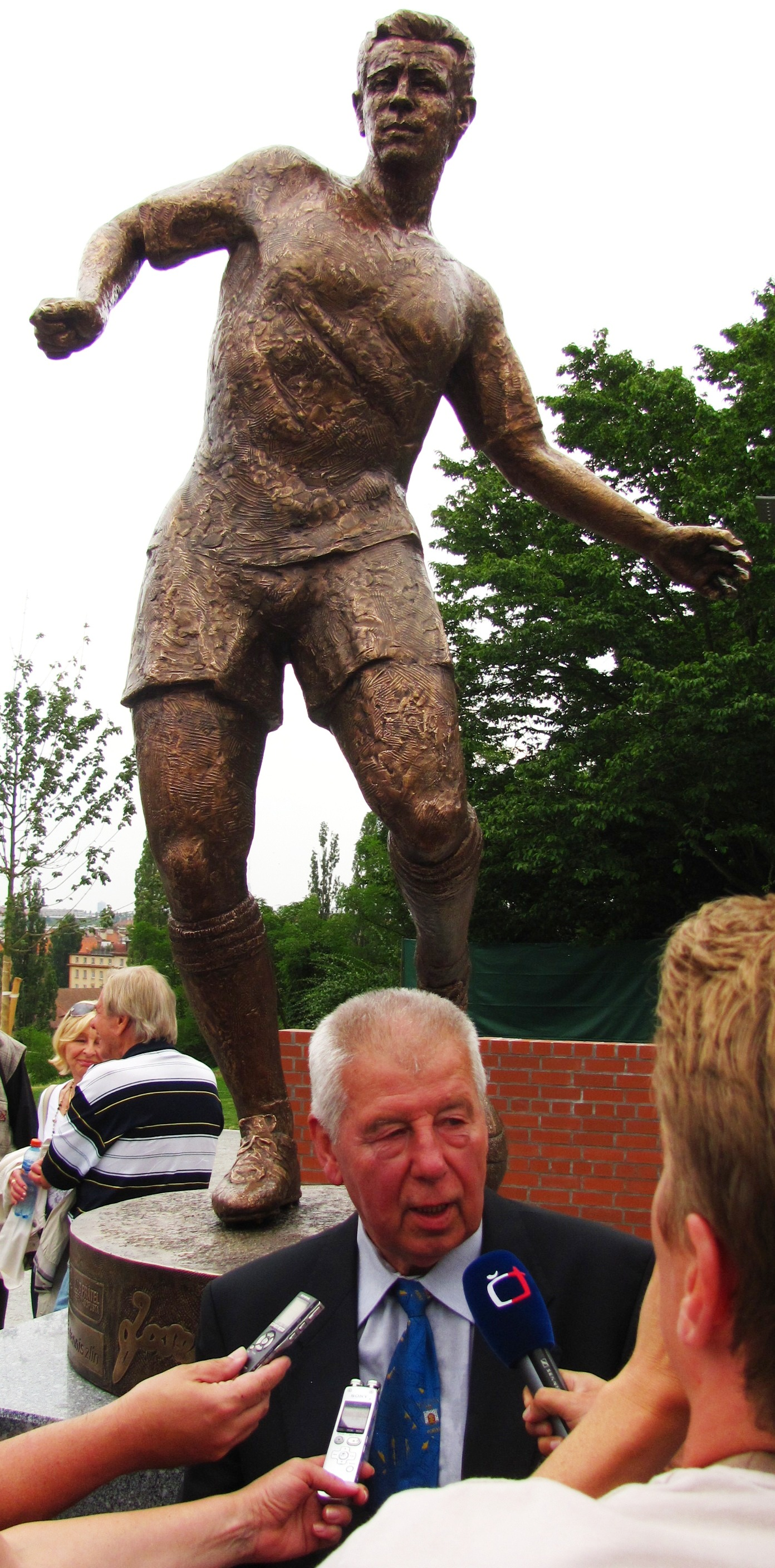
Josef Masopust u sochy Josefa Nálepy odhalené na jeho paměť dne 31. května 2012 v Praze na Julisce.

Narodil se roku 1931 ve vesnici Střimice u Mostu jako nejstarší z šesti dětí do rodiny horníka. Kvůli těžbě hnědého uhlí přestala obec existovat.
Fotbal ho učaroval od malička. V tomto ohledu zdědil nadání po otci, který také hrával fotbal, ale ne na vysoké úrovni, jako v budoucnu jeho syn. Otec mu vštěpoval zásady fair play, které se výrazně projevily v jeho budoucí fotbalové kariéře.
První ligu začal hrát na fotbalovém stadiónu Na drožďárně v Teplicích. Poté přestoupil do klubu Dukla Praha, za který hrál téměř celou svou kariéru a v jehož dresu, vedle reprezentačního, také získával fotbalovou slávu.
S manželkou Věrou měl syna Antonína a dceru Ivanu. Byl čtyřnásobným dědečkem.
Zemřel 29. června 2015 po dlouhé nemoci. Je pohřben na Vyšehradském hřbitově. Hrob zdobí bronzová plastika od sochaře Ondřeje Olivy.

## Klubová a reprezentační kariéra
Krátce po válce se stal hráčem dorosteneckého mužstva Mostu, kam se rodina po válce přestěhovala. V sedmnácti už hrál za A-mužstvo. V roce 1949, v osmnácti letech, podepsal přestup do ligových Teplic, za které hrál od začátku sezóny 1950 dva roky. Když nastoupil vojenskou základní službu, přešel do nově se tvořícího klubu ATK Praha, který později působil pod názvy ÚDA a Dukla Praha. V armádním mužstvu zůstal patnáct let. Po celou dobu hrál na místě levého záložníka. Stal se tvůrcem hry a spolu s týmem získal sedm ligových titulů.
Reprezentační dres Československa oblékl poprvé v roce 1954 a za národní mužstvo odehrál celkem 63 zápasů, ve kterých vstřelil 10 branek. Měl velký podíl na třetím místě našich fotbalistů na mistrovství Evropy 1960 ve Francii a především na stříbrném umístění na mistrovství světa 1962 v Chile. O půl roku později získal Zlatý míč, který se každoročně uděluje nejlepšímu fotbalistovi Evropy. V letech 1963–1965 hrál za vybraná mužstva světa a Evropy, v týmu Evropy mu byla svěřena funkce kapitána. Závěr hráčské kariéry strávil v letech 1968–1970 v Belgii. Na vrcholné úrovni se pohyboval do třiceti devíti let.
Z mnoha set utkání, která sehrál, mu v paměti nejvíce utkvěl zápasy Dukla Praha – FC Santos v roce 1959 v Mexiko City a Československo – Brazílie ve finále mistrovství světa 1962 v Santiago de Chile. V utkání v Mexiku vyhrála Dukla Praha nad tehdy patrně nejlepším světovým fotbalovým klubem z Brazílie 4:3. Vstřelil dva góly, byl nejlepším hráčem zápasu a podal lepší výkon než největší hvězda Santosu Pelé. Druhým vrcholem pro něj bylo finále mistrovství světa 1962, ve kterém vstřelil Brazilcům jediný a v dané chvíli vedoucí gól Československa, které však nakonec prohrálo 1:3.
V 63 reprezentačních zápasech (1954–1966) dal Masopust 10 gólů. Svou hráčskou kariéru prožil v týmech Teplic (54 zápasů v letech 1950–1951) a zejména v ATK, později přejmenovaný na Dukla Praha – (350 zápasů v období 1952–1968). V československé lize zaznamenal 386 zápasů a 79 gólů. V Poháru mistrů evropských zemí nastoupil ve 37 utkáních a dal 5 gólů a v Poháru vítězů pohárů nastoupil ve 4 utkáních a dal 1 gól. V březnu 2004 ho Pelé jmenoval jedním ze 125 nejlepších žijících fotbalistů světa.

## Ligová bilance
| Ročník                                     | Zápasy | Góly | Klub               |
| ------------------------------------------ | ------ | ---- | ------------------ |
| Celostátní československé mistrovství 1950 | -      | 4    | Vodotechna Teplice |
| Mistrovství československé republiky 1951  | -      | 3    | Vodotechna Teplice |
| Mistrovství československé republiky 1952  | -      | 3    | Ingstav Teplice    |
| Mistrovství československé republiky 1952  | -      | 5    | ATK Praha          |
| Přebor československé republiky 1953       | -      | 1    | ÚDA Praha          |
| Přebor československé republiky 1954       | -      | 1    | ÚDA Praha          |
| Přebor československé republiky 1955       | -      | 3    | ÚDA Praha          |
| 1. československá fotbalová liga 1956      | -      | 6    | Dukla Praha        |
| 1. československá fotbalová liga 1957/58   | -      | 6    | Dukla Praha        |
| 1. československá fotbalová liga 1958/59   | -      | 7    | Dukla Praha        |
| 1. československá fotbalová liga 1959/60   | -      | 4    | Dukla Praha        |
| 1. československá fotbalová liga 1960/61   | 26     | 3    | Dukla Praha        |
| 1. československá fotbalová liga 1961/62   | -      | 10   | Dukla Praha        |
| 1. československá fotbalová liga 1962/63   | 25     | 6    | Dukla Praha        |
| 1. československá fotbalová liga 1963/64   | 22     | 4    | Dukla Praha        |
| 1. československá fotbalová liga 1964/65   | 22     | 3    | Dukla Praha        |
| 1. československá fotbalová liga 1965/66   | 24     | 6    | Dukla Praha        |
| 1. československá fotbalová liga 1966/67   | 22     | 4    | Dukla Praha        |
| 1. československá fotbalová liga 1967/68   | 17     | 5    | Dukla Praha        |
| CELKEM 1. československá liga              | 386    | 79   |                    |

## Trenérská kariéra
Po roce 1968 se stal hrajícím trenérem belgického týmu Crossing. V sezóně 1977/78 přivedl k titulu ligového mistra Zbrojovku Brno, v letech 1984–1988 byl trenérem reprezentace Československa. V letech 1988 až 1991 pak působil v Indonésii jako trenér tamějšího reprezentačního mužstva juniorů (hráčů do 21 let). Řadu let vykonával funkci předsedy Nadace fotbalových internacionálů.

## Galerie

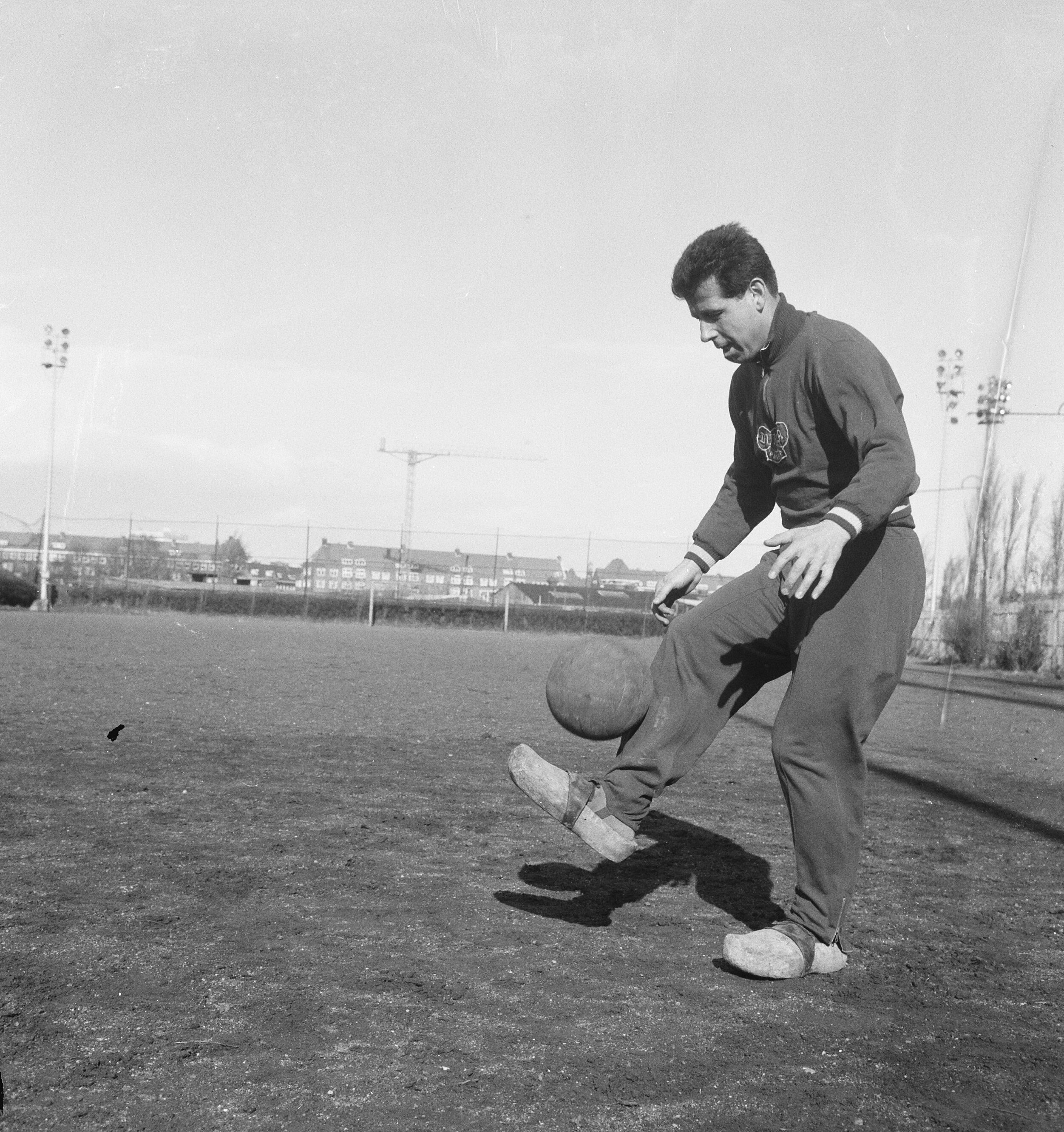
Trénink v dřevácích
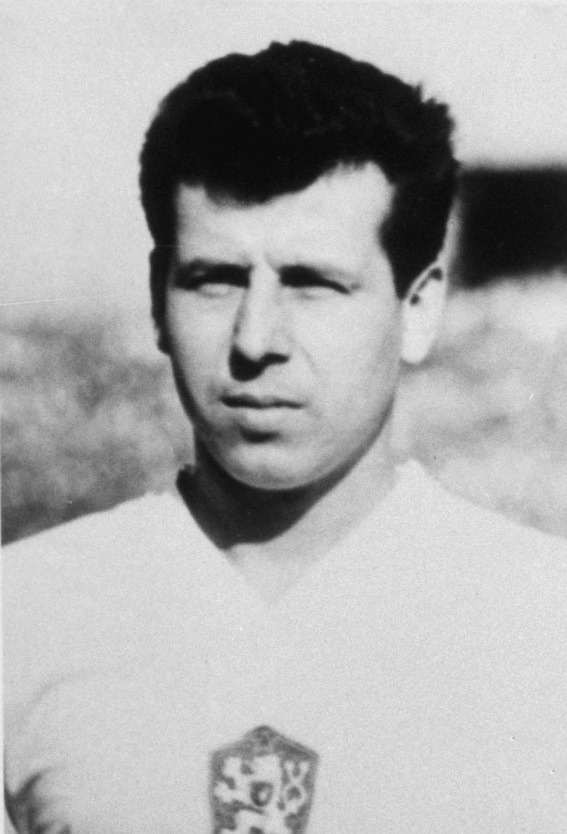
V národním dresu, rok 1962
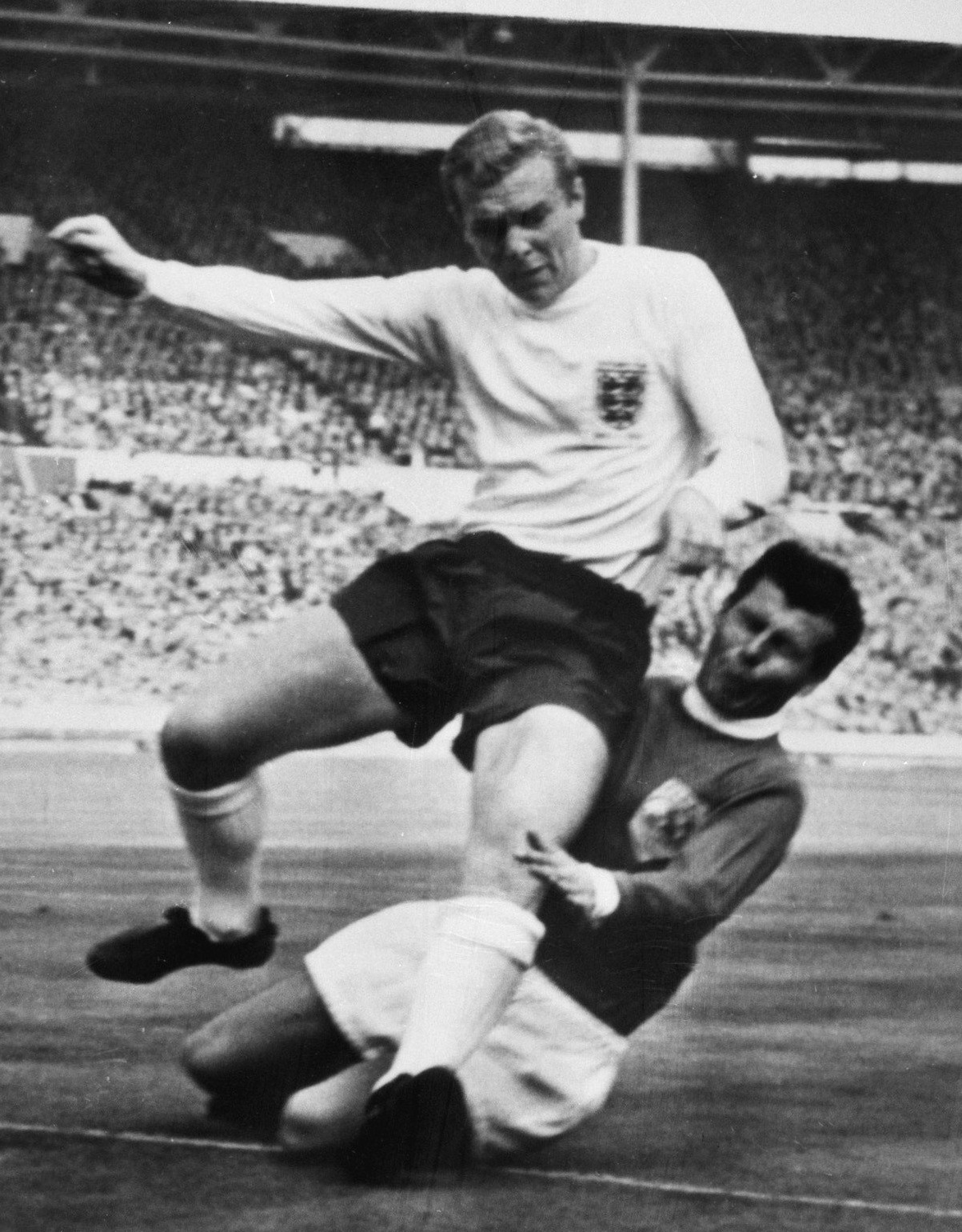
Josef Masopust (v tmavém) v souboji s Bobby Moorem (1963)
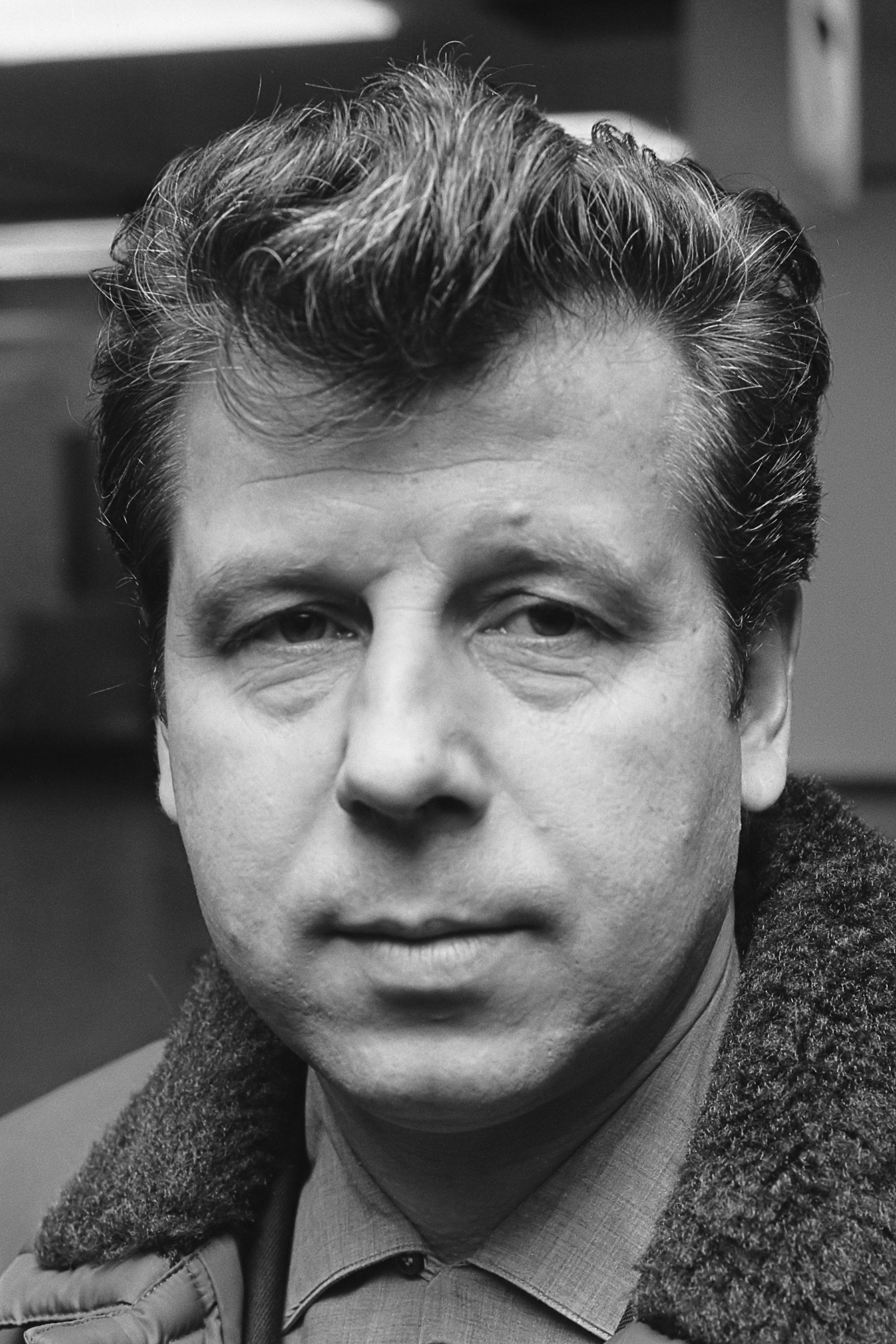
V dobách trénování (1974)
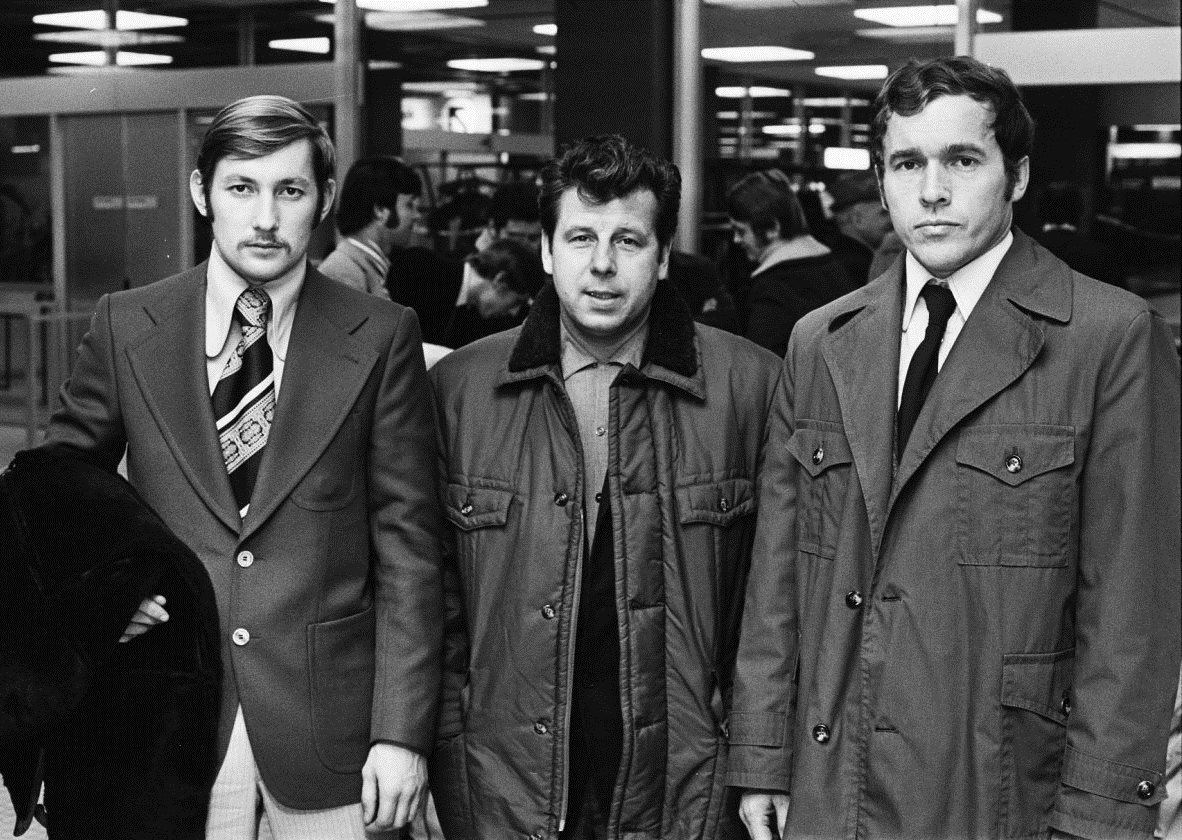
Se Zdeňkem Nehodou a Ivo Viktorem v roce 1974
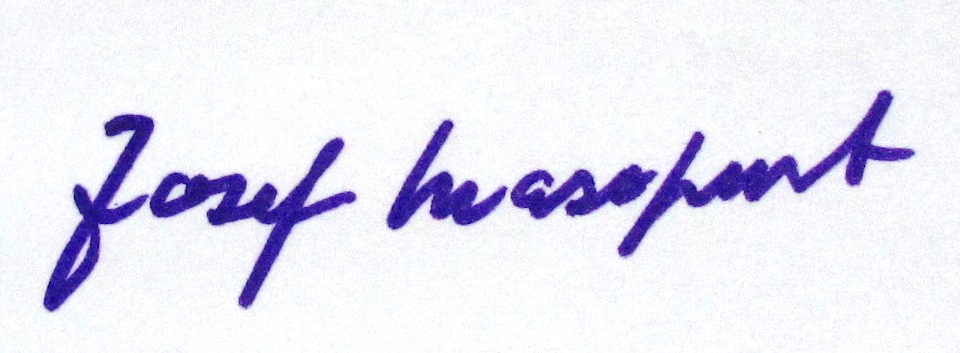
Podpis Josefa Masopusta (2011)
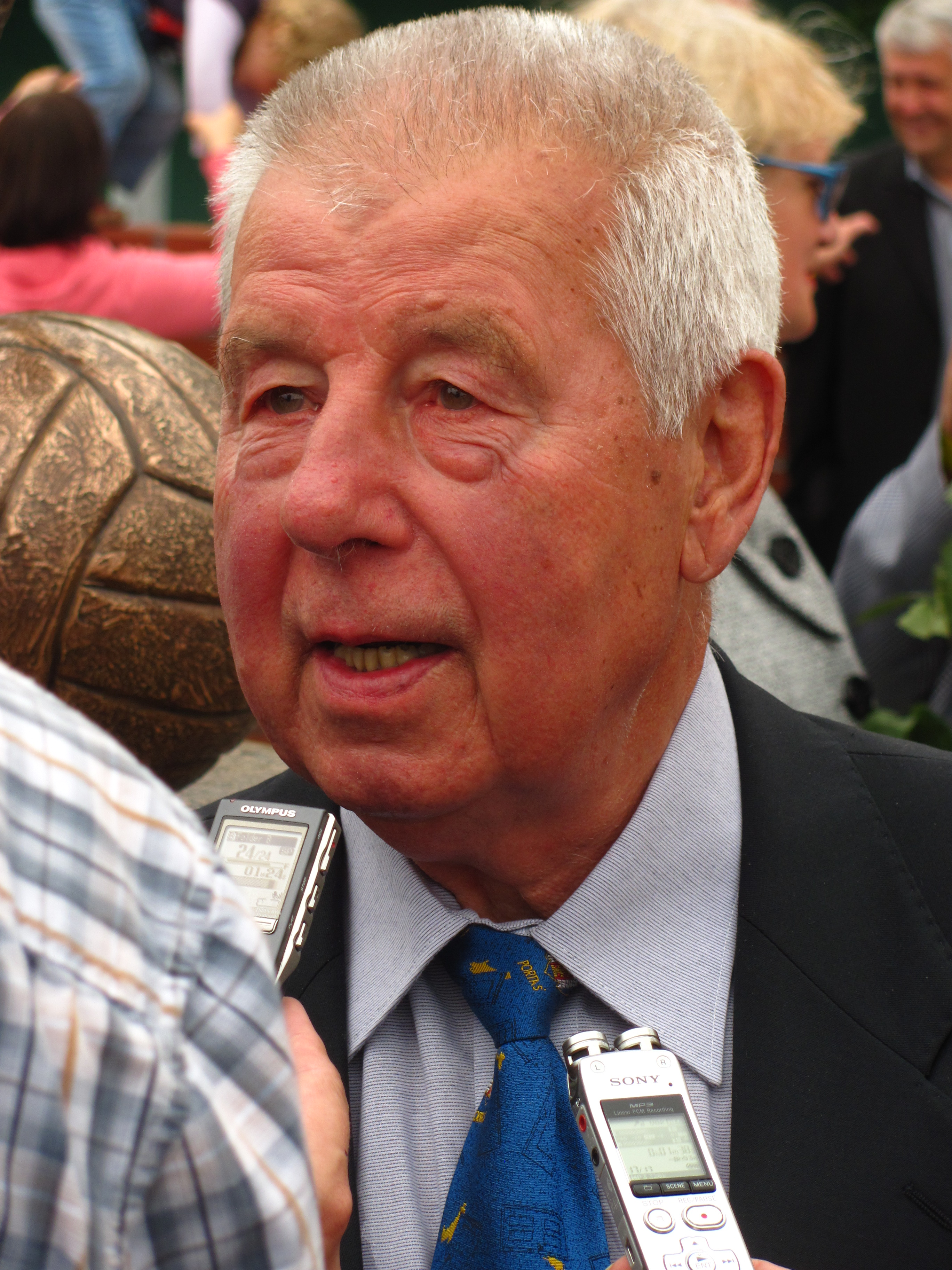
Rozhovor s novináři, rok 2012
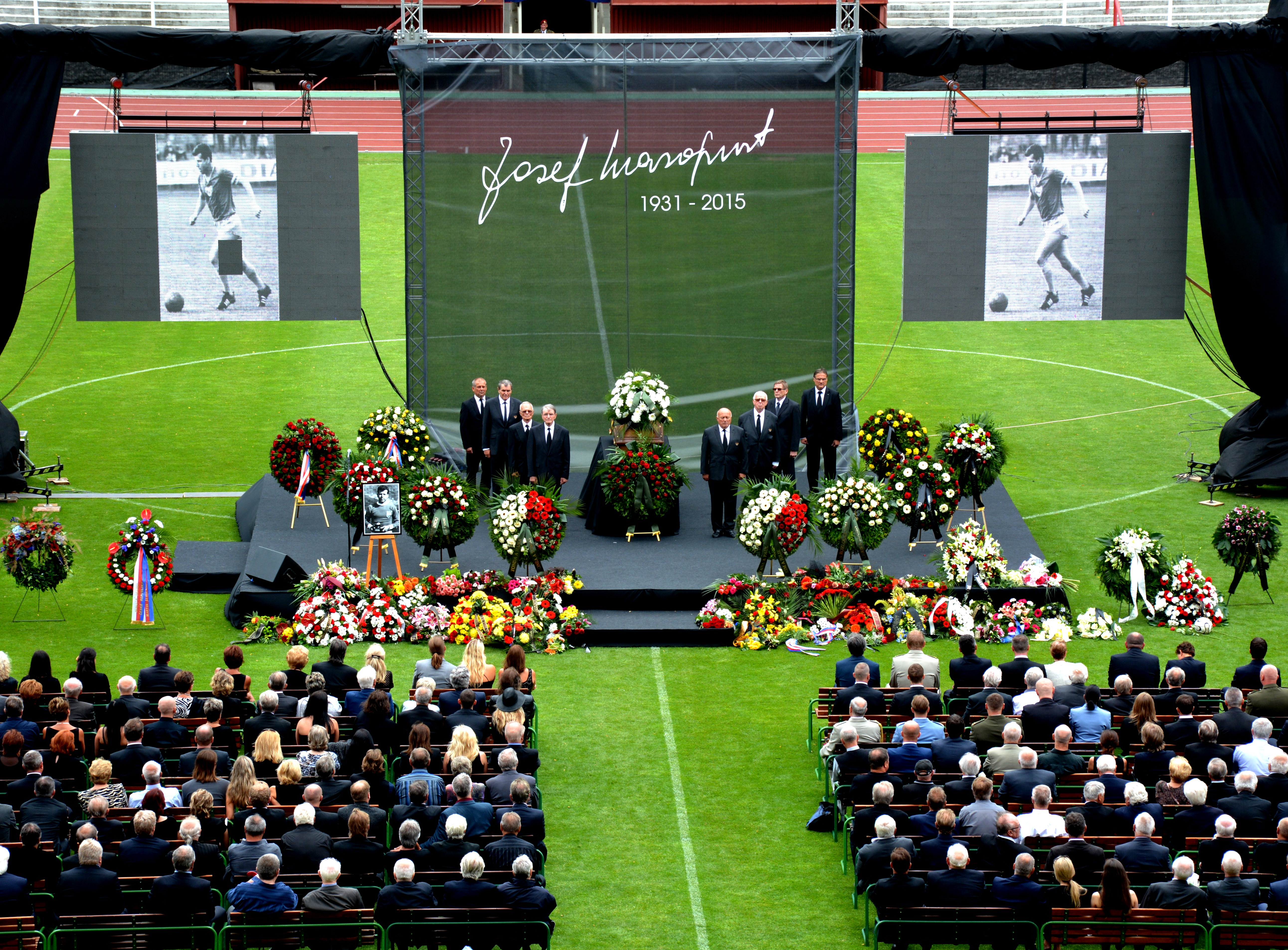
Pohřeb na trávníku Stadionu na Julisce
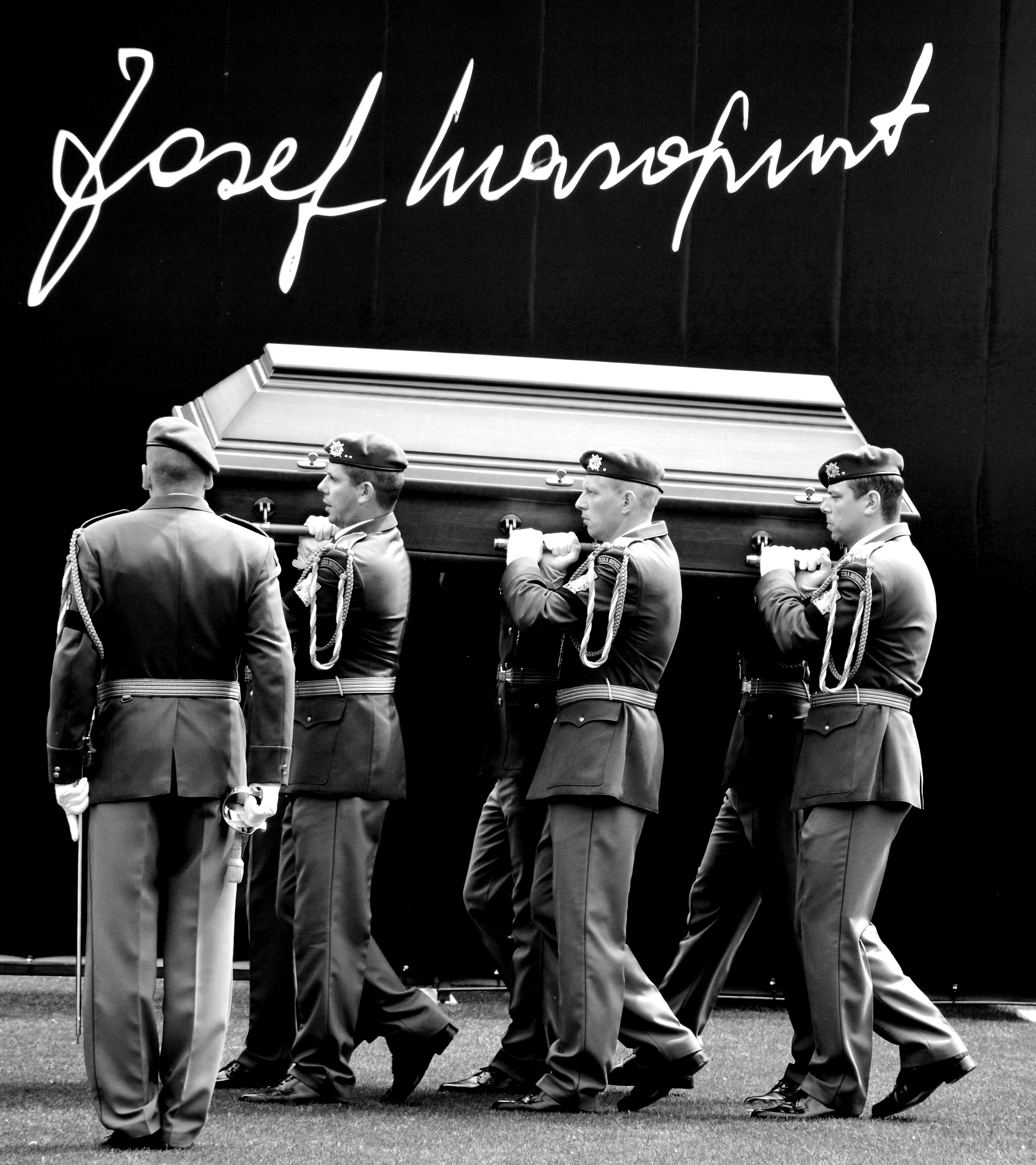
Čestná vojenská jednotka nese Masopustovu rakev